# NGC 2350
NGC 2350 é uma galáxia espiral (S0-a) localizada na direcção da constelação de Canis Minor. Possui uma declinação de +12° 15' 59" e uma ascensão recta de 7 horas, 13 minutos e 12,1 segundos.
A galáxia NGC 2350 foi descoberta em 18 de Janeiro de 1874 por Édouard Jean-Marie Stephan.